# Hanns-Henning Fastrich
Hanns-Henning Fastrich (* 23. August 1963 in Duisburg) ist ein ehemaliger deutscher Hockeyspieler.
Hanns-Henning Fastrich gewann 1981 die Deutsche Meisterschaft im Feldhockey mit dem Gladbacher HTC, 1985 belegten die Gladbacher den zweiten Platz. In der Halle waren die Gladbacher 1988 erfolgreich.
Der Abwehrspieler debütierte 1984 in der deutschen Hockeynationalmannschaft. 1986 gehörte er zur ersten DHB-Auswahl, die die FIH Champions Trophy gewinnen konnte, ein Jahr später half er mit diesen Titel zu verteidigen. Bei der Europameisterschaft 1987 belegte er mit der deutschen Mannschaft den dritten Platz. Im Jahr darauf kam Fastrich bei den Olympischen Spielen 1988 in zwei Spielen zum Einsatz und erhielt die Silbermedaille und, wie alle anderen Mitglieder der deutschen Hockey-Olympiamannschaft, das Silberne Lorbeerblatt. Insgesamt wirkte er von 1984 bis 1991 in 69 Länderspielen mit, davon 10 in der Halle.
Fastrich hat nach seinem BWL-Studium in Köln beim Volkswagenkonzern begonnen und dort Erfahrungen im Controlling gesammelt. Von 1998 bis 2018 war er im mittelständischen Familienunternehmen Carl Kühne KG (GmbH & Co.) tätig und verantwortete seit 2009 er den Geschäftsleitungsbereich Finanzen/Controlling/IT.